# Brasskvintett
En brasskvintett är en kammarmusikensemble bestående av bleckblåsinstrument. 

Den vanligaste besättningen (så kallad symfonisk) är två trumpeter, ett valthorn, en trombon och en tuba.[källa behövs]

Det förekommer även "brassbands"-kvintetter med två kornetter, ett althorn, ett euphonium och en tuba.
Kända brasskvintetter:
- Canadian Brass
- Empire Brass
- Synergy Brass Quintet
- Atlantic Brass Quintet
- Chicago Brass Quintet
- Stockholms kammarbrass
- John Bauer Brass
- Musica In Excelsis

Exempel på kompositörer som komponerat för brasskvintett:
- Victor Ewald
- Vagn Holmboe
- Malcolm Arnold
- Eugene Bozza